# Джон Чарльз Робінсон
Сер Джон Чарльз Робінсон (англ. John Charles Robinson; 16 грудня 1824, Ноттінгем — 10 квітня 1913, Свонідж) — англійський художник і офортист, колекціонер творів мистецтва та куратор.

## Біографія
Джон Чарльз Робінсон народився 16 грудня 1824 року у Ноттінгемі. Його виховував дід, який був книготорговцем. Спочатку Робінсон хотів стати архітектором, але почав вивчати живопис; зокрема він навчався із французьким живописцем Мішелем Мартіном Дроллінґом у Парижі. Перебуваючи там, він також копіював картини в Луврі та набув знань про мистецтво епохи Відродження.
1847 року він повернувся до Англії і став викладачем у Школі дизайну в Генлі, Стаффордшир. Згодом його призначили там директором. 1852 року він поїхав до Лондона, щоб стати майстром з підготовки вчителів і одружитися з Елізабет Ньютон (англ. Elizabeth Newton), дочкою Едмонда Ньютона (англ. Edmond Newton), олдермена Норвіча.
Невдовзі його призначили куратором музею декоративного мистецтва в Мальборо-хаус. 1857 року колекцію перевезли до нового музею Південного Кенсінґтона (музей Вікторії та Альберта). Він служив там куратором до 1863 року, коли його посаду замінили на посаду «референта мистецтв» (англ. Art Referee). Він особливо відомий тим, що збільшив музейну колекцію скульптур італійського Відродження; включаючи предмети, придбані з колекції Джанп'єтро Кампана. Також він влаштовував пересувні виставки для провінційних установ.

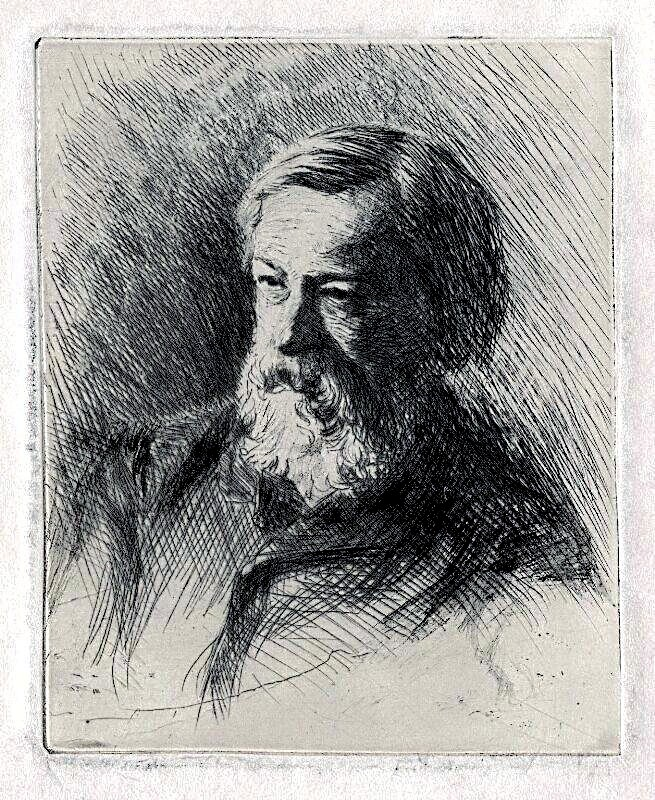
Сер Джон Чарльз Робінсон. Офорт Ґ. Робінсона, 1880—1890-ті роки

1856 року він створив клуб колекціонерів, який після відкриття музею став неофіційним «Клубом образотворчих мистецтв» (англ. Fine Arts Club). У 1866 році клуб об'єднався з нещодавно створеним Берлінгтонським клубом образотворчого мистецтва, і Робінсон став його першим президентом. Працюючи з сером Френсісом Сеймуром Гаденом, він допоміг створити Королівське товариство художників-граверів (з 1991 року — Королівське товариство художників-граверів).
Він звільнився з музею в 1869 році, ставши радником приватних колекціонерів, таких як сер Френсіс Кук. Його власна колекція включала звичайні картини, малюнки та ескізи, але також містила грецькі дорогоцінні камені, ювелірні вироби епохи Відродження, східну порцеляну, французькі меблі, іспанську та італійську вишивку та старовинні коптські тканини.
З 1880 по 1901 рік він обіймав посаду оглядача королівських картин. 1887 року його посвятили у лицарі, а в 1901 році він отримав орден Лазні. Хоча він не писав книг, він був затятим і пристрасним критиком і написав багато статей для «Таймс», «Дев'ятнадцяте сторіччя» та інших відомих журналів. Він також склав каталог-резоне малюнків Мікеланджело та Рафаеля.
Після смерті дружини в 1908 році він залишив Лондон, щоб жити у своєму будинку в Своніджі, де він помер 10 квітня 1913 року.

## Творчість
Його найбільше цінують за офорти та твори за методом «сухої голки», які можна побачити в музеї Ашмола в Оксфорді.

### Картини

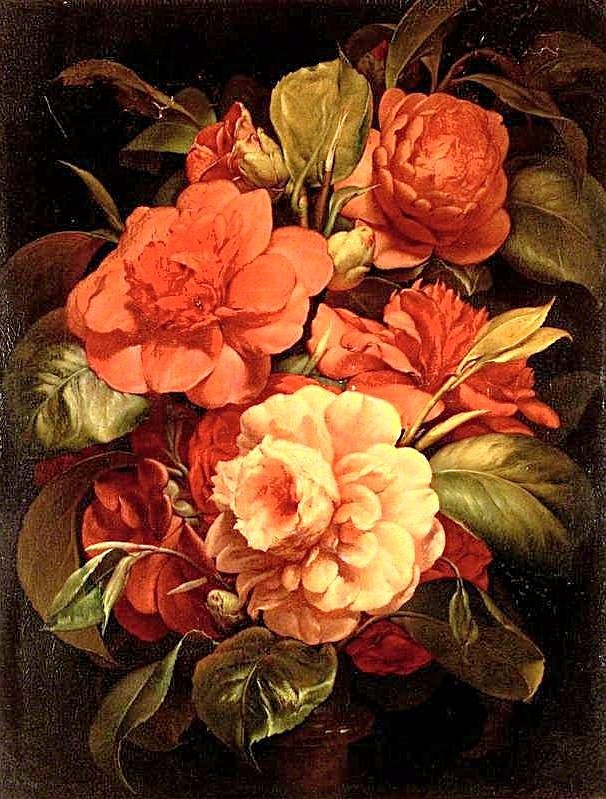
«Камелії» (англ. Camellias; бл. 1850)
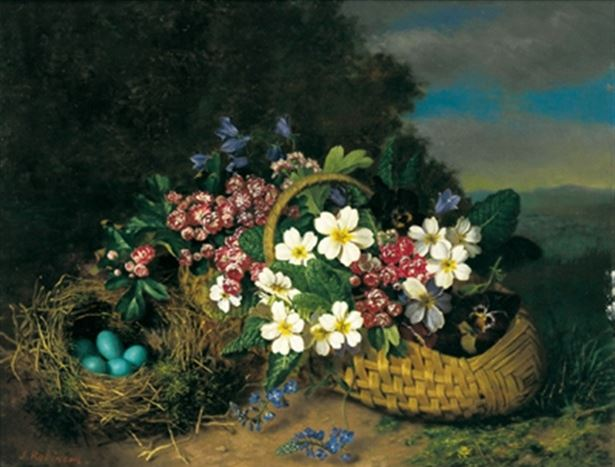
«Польові квіти з пташиним гніздом» (англ. Wildflowers with Bird's Nest)
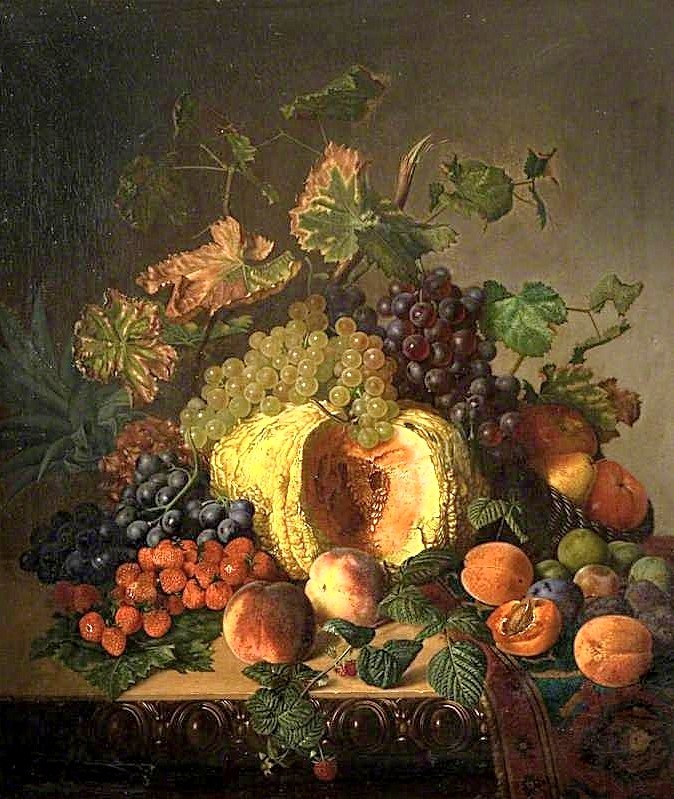
«Натюрморт з фруктами» (англ. Still Life with Fruit, 1861)

### Офорти

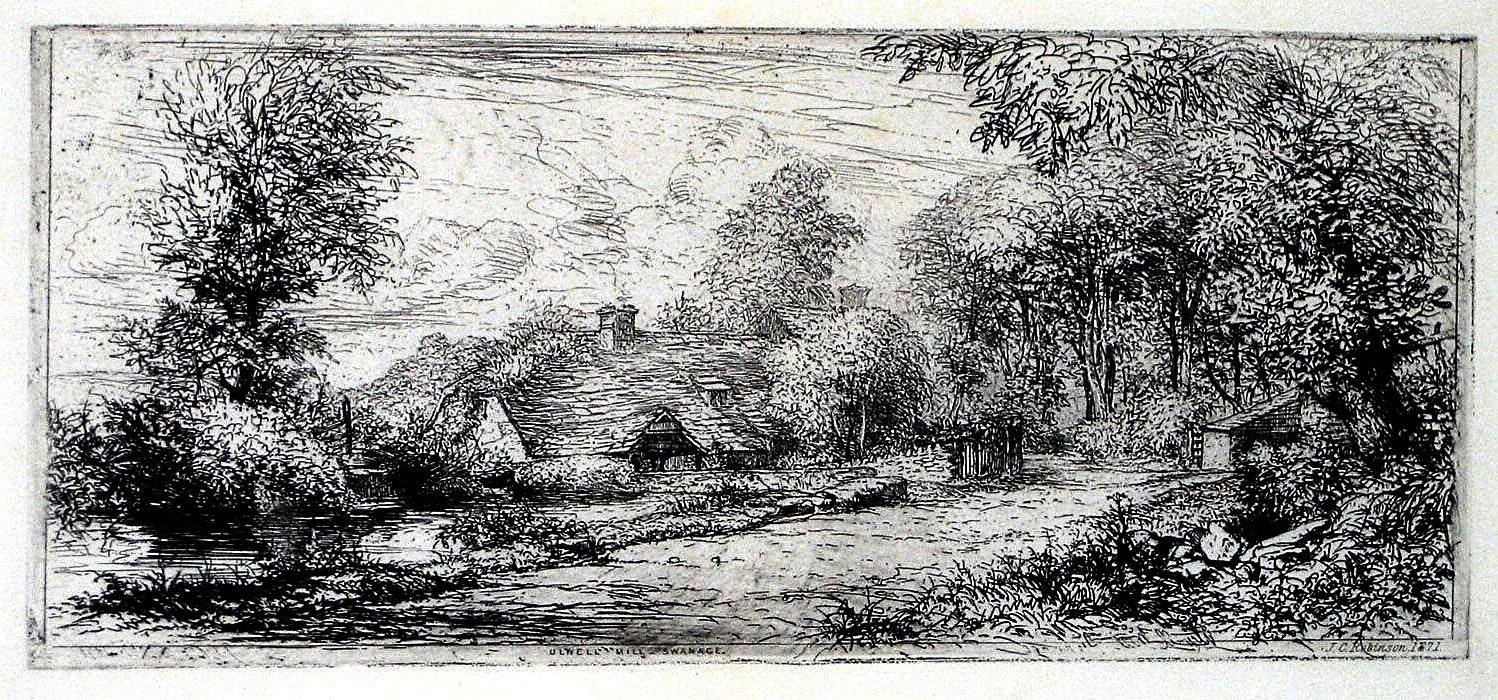
«Млин "Ульвелл"» (англ. Ulwell Mill, Свонідж, 1871)
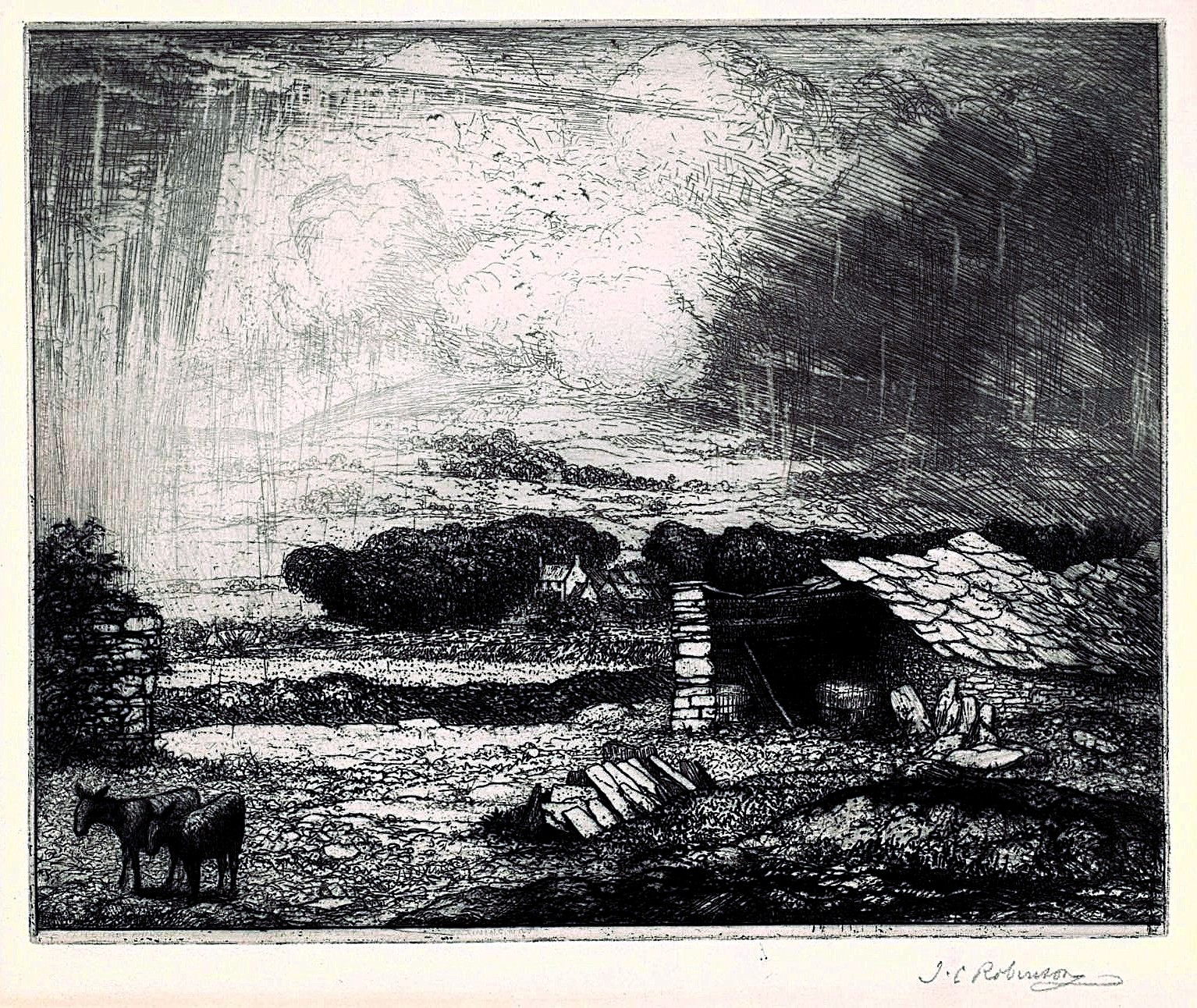
«Садиба Ньютонів» (англ. Newton Manor, Свонідж)
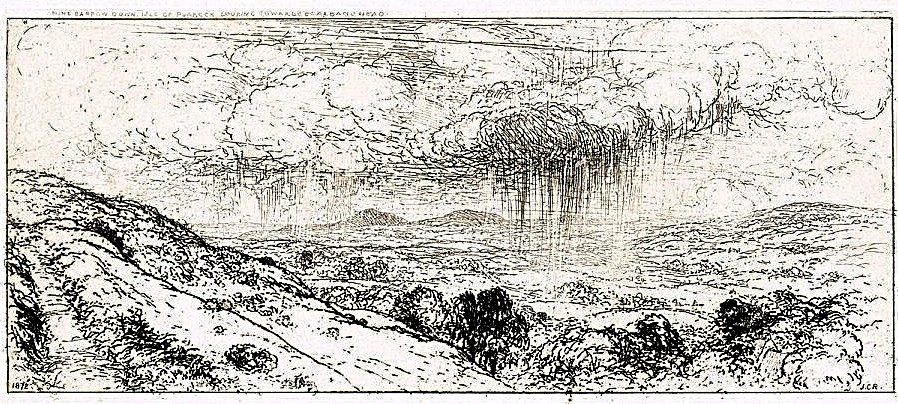
«Найн-Берров-Давн, острів Пурбек, у напрямку Голови Сент-Олбанса» (англ. Nine Barrow Down, Isle of Purbeck, looking towards St. Alban's Head, 1872)
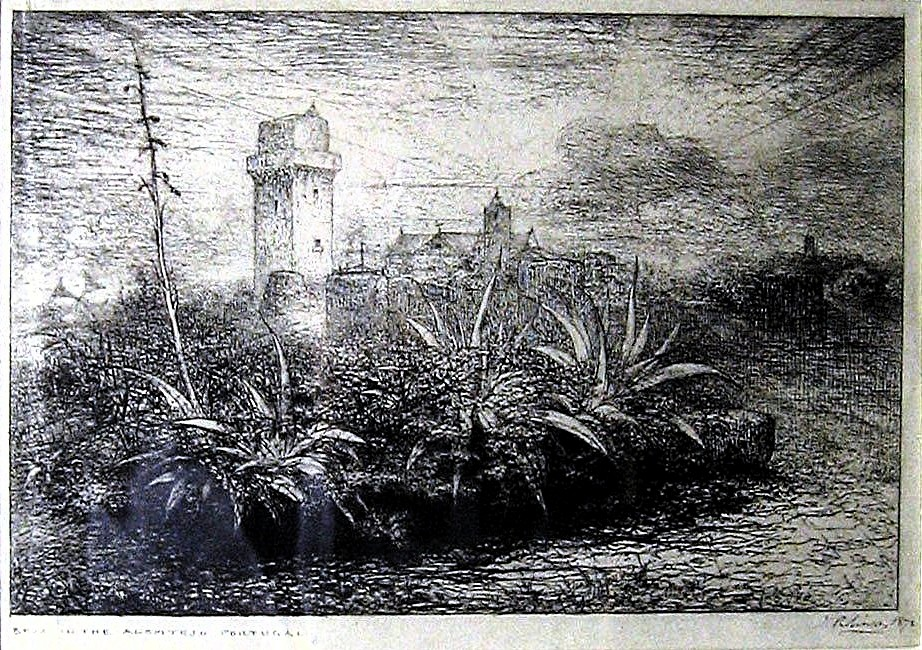
Бежа в Алентежу (англ. Beja in the Alentejo; 1872)
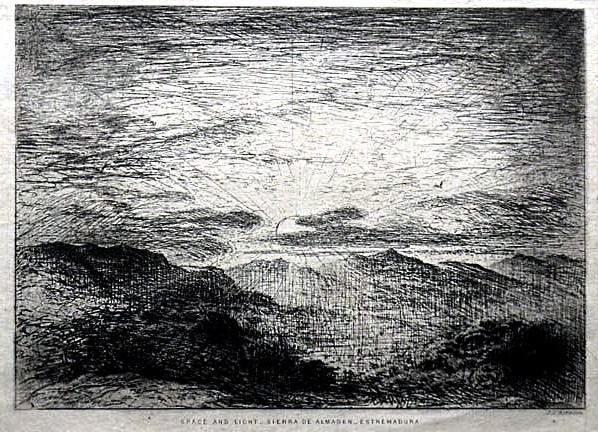
«Простір і світло, Сьєрра-де-Альмаден, Естремадура» (англ. Space and Light, Sierra de Almaden, Estremadura; бл. 1872)
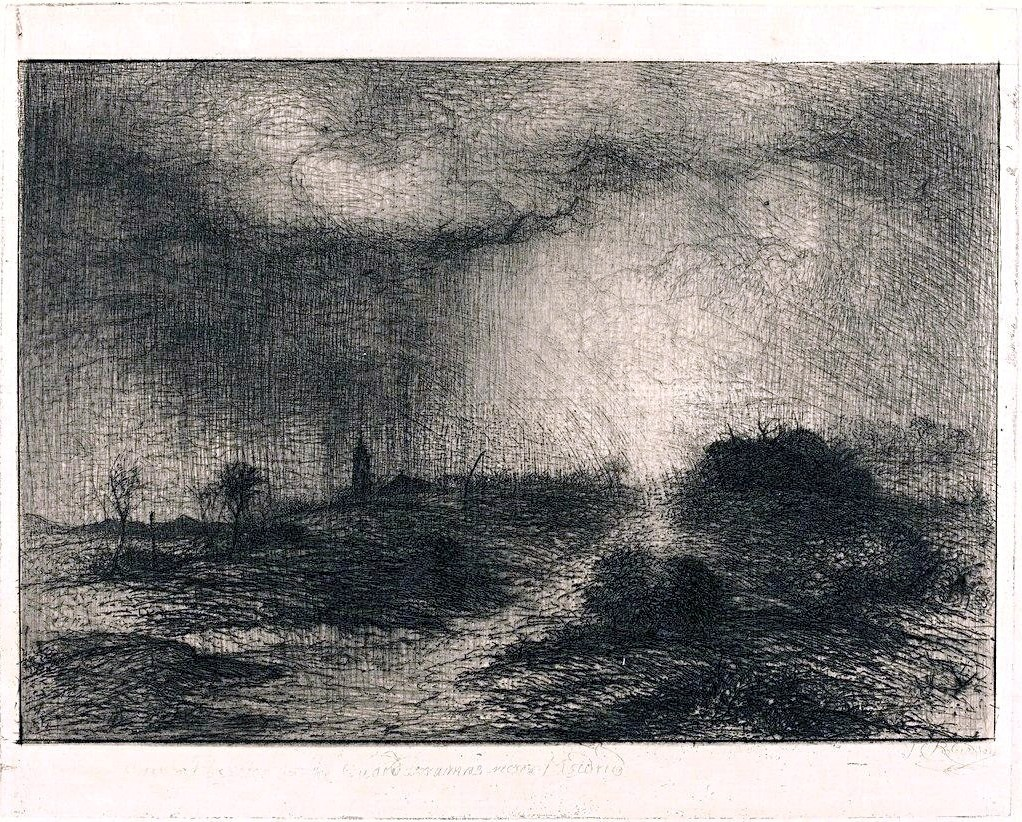
«Жовтневий дощ: Посукло в Гуадаррамі поблизу Мадрида» (англ. October Rain: Posuclos in the Guardarramas, Near Madrid)
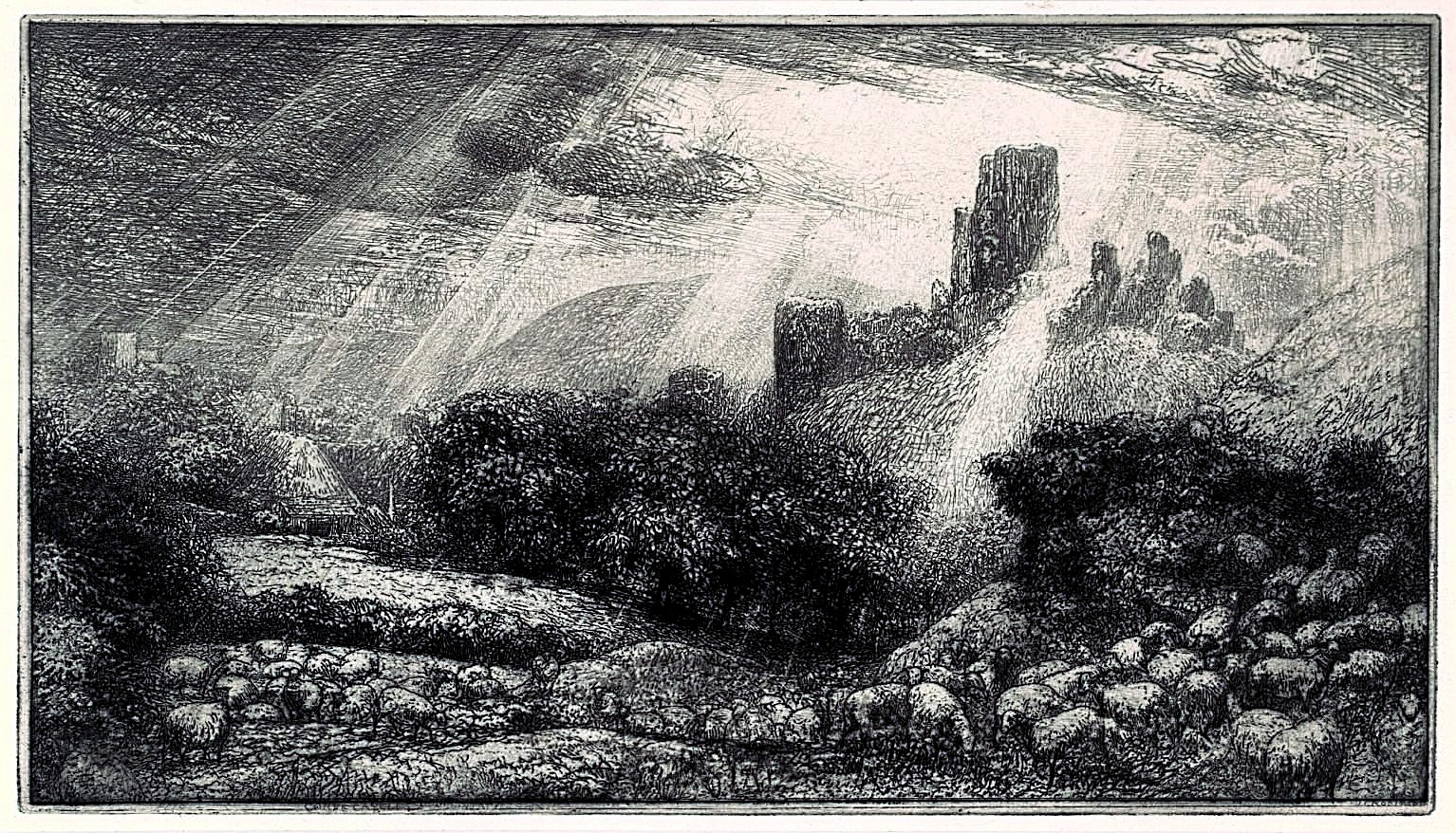
«Замок Корф — ефект сонячного світла після дощу» (англ. Corfe Castle – Effect of Sunshine After Rain; 1878)
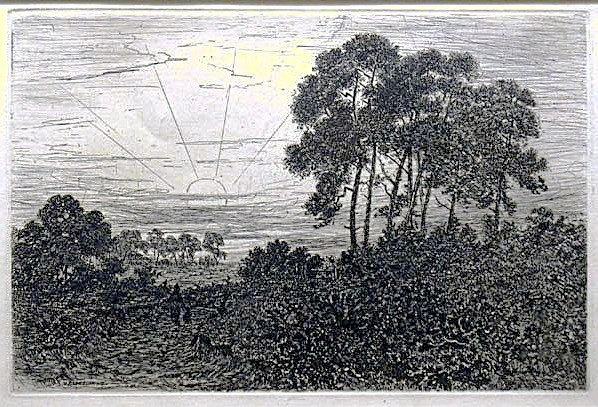
«Пейзаж з деревами і сонцем» (англ. Landscape with trees and sun)
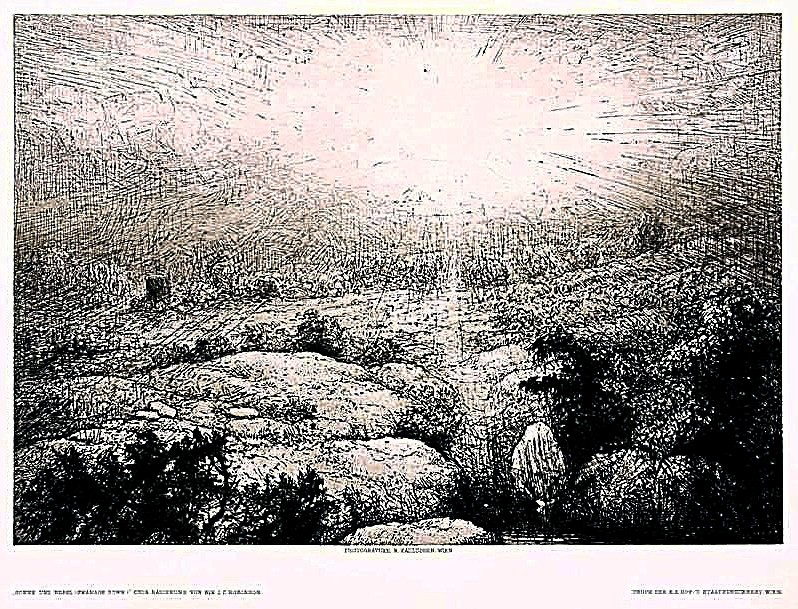
«Долина Свонідж» (англ. Swanage down; бл. 1890)